# Quirós
|  | Aquest article tracta sobre el conceyu asturià. Si cerqueu l'explorador, vegeu «Pedro Fernández de Quirós». |

Quirós és un conceyu del Principat d'Astúries. Limita al nord amb els conceyos de Santo Adriano i Morcín; al sud amb el conceyu de Ḷḷena i amb la Província de Lleó; a l'est amb els conceyos de Riosa, Morcín i Ḷḷena i a l'oest amb els de Proaza i Teberga.

## Geografia
Geogràficament ho conformen dues valls: el del riu Ricabo, que neix a l'ombra de la Peña Cigal i s'enforteix amb les aigües que ragen de la font Las Garrafas, i el del Bogues, originat en la font del Nacimiento, en el cor del Port Agüeria, molt prop de l'anterior i del límit amb la província lleonesa. Ambdós cursos fluvials s'uneixen en el lloc de Santa Marina (antigament Ambas Mestas), formant llavors una única vall, més ample i que es diu ja de Quirós, el qual té a banda i banda nombrosos tàlvegs per les quals discorren els rierols que alimenten el cabal principal.
Aquestes petites valls abunden en boscos, prats, terres de cultiu (moltes menys que antany) i allí trobem les principals petjades de l'assentament humà, bé en els llogarets o en caserius dispersos per la fracció terrena. Aquest és molt muntanyenc (dels 208,80 km² de superfície, el 40% té més de 1200 metres d'altura i només el 3% té un pendent inferior al 20%) encara que les angostures se suavitzen en certa manera en les vegues dels rius, destacant la del Noceo i Pontonga en Santa Marina, la d'Arrojo i la de Las Agüeras. Els pobles (llocs, caserías) s'assenten en la riba del riu o a mitjan vessant de les valls. La capital, la vila de Bárzana, Pola de Bárzana en temps llunyans, està en el centre del conceyu, al peu de l'antic Camí ral i de la carretera que avui utilitzem.
A efectes legals i geogràfics la vall de Quirós acaba a l'Entrepenas o Foces de Valdemurio, un estret congost entre enormes parets calcàries que és la porta i la separació del veí conceyu de Proaza. Precisament per aquesta gola es va traçar la carretera en la dècada de 1860, gràcies als desvetllaments de l'enginyer belga Gabriel Heim. Importants cordals separen el municipi dels seus veïns, pel que podem dir que té uns límits ben marcats. Destaquen al nord la serra de Tene, pas del vell Camí ral de la Col·lá Aciera; a l'est l'Aramo, boga amb Riosa, Morcín i Ḷḷena; al sud el massís d'Ubiña, frontero amb Ḷḷena i la província de Lleó, i a l'Oest el massís de Sobia i la serra del Gorrión, barreres naturals amb Teberga. Per l'interior destaca el gran mont Roneiru que separa les parròquies de Cienfuegos i Nimbra.
Quant als seus caràcters geològics, abunda la calcària que veiem apuntar aquí i allà en prats i camperas, i en muntanyes com penya Rueda (un dels piecs més bells del Principat, majestuosa piràmide natural de 2.155 metres d'altura), la Cigal·la (2.071 metres, amb el famós Güertu'l Diable, refugi de cabirols), el Fontán (2.417 metres), la penya d'Alba (seu del conegut Santuari Mariano, amb concorreguda romiatge el dia 15 d'agost).

### Demografia
En 1996 el Concejo tenia 1.541 habitants (908 homes i 830 dones) per a una superfície de 208,79 km² i 63 nuclis de població (incloent la Capital, Bárzana) entre llocs i caserías. El nombre real de veïns és menor que el del Padró, ja que molta gent inscrita en aquest no viu de fet en el conceyu. La mitjana i edat és alta i la major part de la joventut va emigrar a la ciutat per causa dels estudis o el treball. Per contra, alguns jubilats retornen als seus pobles de naixença per a viure-hi permanentment.

### Accessos
A Quirós s'arriba per les carreteres AS-229 (des de Trubia, per San Adriano i Proaza) i AS-230 (La Pola - Bárzana de Quirós, pel Port de la Cobertoria). Ambdues estan actualment sotmeses a una profunda reforma i ampliació. La vella aspiració de tenir accés directe a la meseta s'ha materialitzat en la pista de Trobaniello, poc recomanable en dies de pluja, neu o boira. Aquesta pista en principi anava a ser una carretera estatal la immediata conclusió de la qual ja demanava Canella el 1902.

### Parròquies
El conceyu aquesta dividit en 13 parròquies que es detallen a continuació al costat del seu nom en asturià entre parèntesis.
- Arrojo
- Bárzana
- Bermiego
- Casares
- Cienfuegos
- Las Agüeras
- Lindes
- Llanuces
- Muriellos
- Nimbra
- Pedroveya
- Ricabo
- Salcedo

## Economia
Les activitats econòmiques, desapareguda pràcticament la mineria de carbó (fa pocs anys es van clausurar les mines a cel obert) es limiten a la ramaderia: vaques roxas, una mica d'oví, cabrum, cavallar i aus de corral per a consum propi. L'agricultura està representada en els petits horts per al servei de les famílies. Últimament s'aprofita la fusta (castany i roure) molt abundant en la zona. Hi ha abundància de carbó, encara que avui ja no s'explota, i mineral de ferro que es fonia en La Fàbrica, en uns alts forns instal·lats en la dècada de 1870 i que van sucumbir per la gran competència de la naixent siderúrgia basca. L'espato fluor, de gran puresa, està present també en el conceyu, però mai es va explotar industrialment.
Els antics habitants de la zona van ser conscients de la riquesa mineral del subsòl, com ho testifiquen les mines prehistòriques de coure del Aramo, en les quals es va trobar en 1888 eines i cranis humans conservats avui en el Museu Arqueològic d'Oviedo. Com en la resta de la regió, l'aigua és un element abundant en els rierols que descendeixen ràpidament de les muntanyes per a nodrir al riu. S'aprofita industrialment a l'embassament de Valdemurio i a les minicentrals de Santa Marina i Las Agüeras.

### Turisme
Fa tres lustres que es va iniciar en la zona el turisme rural, amb diversos establiments hotelers. El primer va ser el nucli de Llanuces, en el palau Miranda, inspirat en el conegut Hotel La Rectoral de Taramundi. Últimament es van obrir cases de turisme rural en Corts, Ricabo, San Salvador, Bermiego... També hi ha un Alberg en les antigues escoles d'Arrojo per a qui busqui un allotjament relativament econòmic. Molta gent acudeix al conceyu per a conèixer els bells paisatges, l'arquitectura i gastronomia tradicional, però el turisme no és bastant per a sostenir la feble economia local. Desaparegut el monocultiu miner, és necessari buscar la manera que la gent no hagi d'abandonar el seu municipi natal, com fins ara. Una infraestructura molt esperada és l'acondicionament total de la Senda de l'Ós (sobre les vies del vell ferrocarril miner) fins a Santa Marina, perquè els ciclistes i senderistas arribin al mateix cor del conceyu, travessant llocs emblemàtics com Las Agüeras, Arrojo, La Fàbrica (enfront del llegendari castell d'Alba), Bárzana, podent seguir viatge per l'Alto de La Cobertoria, la vall de Lindes o el de Nimbra.

### Ramaderia
En les altures existeixen els pastures comunals per al bestiar (Port Agüeria, el Aramo, Port de Villamarcel, etc.) aprofitats pels vaquers del conceyu, representats a la Junta Ramadera, encara que les freqüents incursions de ramaders forans (sobretot de Ḷḷena i Riosa) solen ocasionar freqüents conflictes. Pels alts veiem fajos i algun teixeixo; a mitjan vessant de la vall, els prats i boscos caducifolios (castanys, roures, bedolls) –amb algunes lamentables "importacions" de pins forans- i en la zona baixa alternen els cultius –a les vegues dels rius i terres pròximes als pobles- i les prades, amb avellaners i freixes en els linderos. Les antigues cortines per al cultiu de blat de moro i patates són només un record en la ment dels avis.

## Evolució demogràfica
Gràcies a l'impuls assolit per la indústria minera a la fi del segle xix Quirós comença el segle amb un no gens menyspreable quantitat de 6.387 habitants, assolint en la dècada dels 20 la seva cota més alta amb 6.594 habitants i una densitat de població propera a 32 hab/km². És en la dècada dels seixanta quan comença el període involutiu de la població, i que arriba fins als nostres dies, sent la dècada dels 80 on més s'ha intensificat aquesta reducció, arribant a tenir en aquests moments una densitat de 8 hab/km².
Tot això ens presenta unes estructures totalment desequilibrades, mostrant-se una piràmide de població on es pot observar que la majoria la població supera els 40 anys. Respecte a la seva activitat econòmica cal dir que en el conceyu de Quirós el sector primari i més en concret la ramaderia exerceix un domini aclaparant en el terreny econòmic, emprant a un 70,96% dels actius. La cabanya bovina orientada a la producció càrnia és la més representada en Quirós, quedant gairebé en abandó la seva producció làctia. Quant al sector secundari destaquem la poca o nul·la aportació que oferix a la zona, ocupant actualment a un 3,51% de les ocupacions locals. Cal assenyalar aquí els intents realitzats per a obrir de nou algunes explotacions mineres per a la seva explotació com les de Santa Marina. El sector terciari dels serveis ocupa un total del 25,53% de la població activa, estant dotat el conceyu de serveis bàsics com escoles, consultoris mèdics, bancs, etc. Últimament es vol potenciar el turisme rural, destacant les obres efectuades a Llanuces destinades per a tal fi, en les quals es van reconstruir diverses cases.

## Història

### En l'antiguitat
Existeixen testimoniatges molt antics del poblament en la zona (túmuls i dòlmens del Neolític a La Cobertoria, mines de coure a l'Aramo), així com de l'època romana i altomigeval (amb nombrosos castros disseminats pel territori, la majoria sense estudiar encara). No tenim notícies de coves amb pintures rupestres o altres vestigis humans, encara que és possible que existeixin jaciments similars als de Teberga (abrics de Fresnedo) i Santo Adriano (cova del Conde). Sí que coneixem topònims relacionats amb pobles preromans, com Aramo (nom de divinitat gal·la) o el mateix nom Quirós, referit a la roca o sòl pedregós, o a un antropònim.
A terres limítrofes apareixen també restes de cultes preromanes (Bendueños, a Ḷḷena, referit al déu cèltic Vindonius). La toponímia menor presenta també paraules arcaiques:
- Alba: Alp- (lloc blanc i alt)
- Candanosa: Kant-, Kand- (roca de color blanc)
- Cigal·la: Sek- (aigua, riu que fluïx de la forest)
- Navariegas: Nāwā- (foia, plana entre forests)
- Salencia: Sal (corrent d'aigua)
- Noms de llocs o finques propers a Villar de Cienfuegos.

### Romanització i època visigoda
El rastre dels romans apareix en noms de lloc (Cuañana, nom relacionat amb uns altres com Xomezana, Llaviana, Mamorana, Parana, etc.; Nimbra o nemus-oris, «bosc sagrat») i en el Camín Real de la Mesa, antany via romana al Puerto Ventana, encara que no consta l'existència d'assentaments destacables, a pesar de la relativa proximitat a viles documentades com la de Mamorana al conceyu de Ḷḷena. No tenim notícies de l'època visigoda i la invasió musulmana, excepte la troballa de restes en el llogaret de Bogues, que s'esmenten més endavant, i el pas d'una expedició mora de càstig pel port Ventana i la vall de Ricabo, segons afirma Sánchez Albornoz.

### Bisbat d'Oviedo
Des de l'època de la Monarquia Asturiana fins al segle xvi el Concejo pertany al Bisbat d'Oviedo, en virtut de les donacions règies (Ordoni I en 858, Alfons III en 875). Representava el poder episcopal en la zona la família Bernaldo de Quirós, el solar de la qual era el castell d'Alba. El seu palau principal era el Pedrero, en Las Agüeras, molt prop de la desapareguda torre de Valdemurio.

### Constitució del municipi
En el segle xvi el conceyu deixa passa de ser bisbalia (és a dir, propietat de l'Església) a ésser de Realengo, ja que Felip II el compra al Papa Gregori XIII. Pocs anys després, com recorda Canella, els veïns acorden comprar la seva llibertat pagant a la Hisenda règia la no menyspreable suma de 12.000 maravedins per cadascun dels 394 i ½ (sic) veïns que tenia Quirós. El pagament es va efectuar entre els anys 1581-1587 i el 6 de novembre de 1587 el Monarca atorga la Cèdula de Llibertat al municipi, que constituïx els seus propis òrgans de gestió, en els quals seguirà influint decisivament la noblesa local.
En aquesta data la seu de l'Ajuntament era un castell o torre, de la qual no han de quedar restes materials, encara que potser entre els veïns pervisqui algun record o tradició oral sobre mateix. Sí que tenim referències de dos autors del segle XIX: En el Diccionari Geogràfic-Històric de Martínez Marina, obra inconclusa, es diu (any 1800 aproximadament): El lloc de Bárzana, anomenat antigament Pola de Bárzana, es troba a la riba i costat oriental del Riu, i és la Capital del Concejo, que té en ell una torre alta a manera de Castell que serveix de Presó, i pegant a ell una decent sala on es fan les eleccions d'Oficis de Justícia i celebra les seves Juntes l'Ajuntament (...) D'altra banda en el Diccionari de Pascual Madoz, entorn de 1850, es diu que l'Ajuntament es reuneix en un "antic i ben conservat castell". Aquesta obra va desaparèixer al fer la caixa de la carretera a mitjan segle xix (poc temps després, per tant, del que escriu Madoz) i probablement estava en el centre de la vila, més o menys a l'altura de la petita plaça on està la font pública. Va Ser substituïda per l'actual Casa Consistorial, que no conserva record algun de la seva antecessora ni elements arquitectònics d'interès.
El conceyu tenia representació pròpia en la Junta General del Principat d'Astúries, organisme regidor d'aquesta regió fins a principis del segle xix, integrada per procuradors dels diferents conceyos agrupats en partits, un dels cuales es denominava "de la bisbalia", en estar format pels territoris redimits del domini episcopal (Proaza, Teberga, Quirós, Santo Adriano, entre altres).

### Seglesxviiiixix
No hi ha majors esdeveniments en la zona, al marge dels propis del ritme de les estacions i els treballs del camp, i la visita d'algun personatge com Jovellanos en 1792 camí de Castella, fins a la Guerra de la Independència, quan els invasors francesos passen per Llanuces causant grans estralls i incendiant la vella casa solar dels Miranda, a la part alta del llogaret (les restes encara es veuen avui dia). En 1821 neix al llogaret de Cortes Melchor García Sampedro, missioner dominic martiritzat a Tonkín, província d'Indoxina (avui Vietnam), que serà beatificat (1958) i posteriorment canonitzat (1988). Les Guerres Carlines també van deixar petjada al conceyu, encara que avui ja no es recorda. En la primera (1833-1839) les tropes de Sánz, Gómez i Flórez van travessar el conceyu, i en la tercera (1872-1876) molts mossos quirosans es van unir als carlins.

### Breu industrialització
Durant el segle xix i part del XX es produïx una tímida industrialització, amb explotacions de ferro i carbó, que fineix en la dècada de 1960, època a partir de la qual es produïx el massiu despoblament del Municipi. AL fil d'aquest desenvolupament industrial es va projectar un ferrocarril per a unir Lleó i Astúries pel port Ventana i Quirós, arribant fins a San Esteban de Pravia, però la idea va fracassar en benefici del traçat per Payares.

### Segle XX
La Guerra Civil no va portar decisives batalles a aquestes valls, però si calamitats diverses en forma de morts en els fronts i la rereguarda, persecucions per motius polítics, fam, por i misèria. Va existir una línia de fortificacions dels milicians al Puerti Ventana i Agüeria; les seves trinxeres i obres defensives són visibles encara. El 1958 Vicente José González García assenyalava les següents empreses actives a Quirós: 
- FÀBRICA MIERES: Cienfuegos, Nimbra, La Fàbrica (Carbó, ferro)
- FUENTES Y COMPAÑIA: Nimbra (Carbó)
- MINES DE XAGARÍN: San Salvador, Salcedo (Carbó)
- SOCIETAT HULLERA ESPANYOLA: Llanuces (Carbó)
- MINES DE CORTES: Cortes (Carbó)

Totes elles van desaparèixer en menys de trenta anys, encara que alguna mina va sobreviure fins als anys vuitanta integrada en la companyia estatal HUNOSA. Com ja es va esmentar, l'activitat puixant és la ramadera, el turisme i altres activitats de serveis.

### En l'actualitat
El minvament de la població comporta també la pèrdua o reducció de certs equipaments: les escoles dels pobles van tancar al concentrar-se els alumnes en el Col·legi Públic "Verge d'Alba", en Bárzana, que al seu torn ha anat tancant aules a l'una que perdent alumnes. Les dues fleques, de gran tradició en la zona, van tancar també les seves portes. Les nombroses esglésies parroquials i capelles són ateses per un únic sacerdot. El cinema i els balls de la vila són un record molt llunyà. No obstant això, encara reté el municipi la seva Caserna de la Guàrdia Civil, un estanc, el consultori mèdic i la biblioteca pública. Recentment es va instal·lar en l'antic "Llar del Productor" una casa-asil per a ancians, exemple palpable de la situació de la zona.